# مطار تايتشو وقياو
مطار تايتشو وقياو (بالإنجليزية: Taizhou Luqiao Airport) (إياتا: HYN، إيكاو: ZSLQ) يقع في مدينة تايتشو في جمهورية الصين الشعبية. صنف مطار تايتشو وقياو في المرتبة الخامسة والستون في الصين من حيث عدد الركاب عام 2011 وفقًا لإدارة الطيران المدني في الصين، حيث تعامل مع 628,268 راكب، وبلغ إجمالي حركة الطائرات (القادمة والمغادرة) 6,212 طائرة وقد بلغت كمية البضائع المنقولة عبر المطار 6,179 طن.

## مطار جديد مقترح
للتعامل مع حجم حركة المرور المتزايد، يخطط لإنشاء مطار مدني جديد مخصص ليحل محل مطار وقياو، باستثمارات إجمالية تقدر بـ 800 مليون إلى 1 مليار يوان. عند بناء المطار الجديد، ستبلغ طاقته الاستيعابية 2.5 مليون مسافر سنويًا.

## شركات الطيران والوجهات
| شركـات طيـران             | الوجهات |
| ------------------------- | --- |
| طيران الصين               | مطار بكين العاصمة الدولي، مطار بكين داشينغ الدولي، مطار جينغديو الجديد                                                                           |
| Chengdu Airlines          | مطار تشنغدو شوانغليو الدولي، مطار ووهان الدولي، مطار ييتشانغ سانشيا، مطار يويانغ                                                                 |
| خطوط شرق الصين الجوية     | مطار جينغديو الجديد، مطار قوانغتشو باييون الدولي، مطار كونمينغ جانغشوي الدولي، مطار تيانجين الدولي، مطار ووهان الدولي، مطار شيان شيانيانغ الدولي |
| طيران الصين اكسبرس        | مطار تشونغتشينغ جيانغبى الدولي، مطار كورلا |
| خطوط جنوب الصين الجوية    | مطار قوانغتشو باييون الدولي، مطار قوييانغ لونغدونغابو الدولي، مطار جييانغ شاوشان، مطار نانينغ الدولي، مطار غينغادو جياودونغ الدولي               |
| China United Airlines     | مطار فوشان شادي |
| Chongqing Airlines        | مطار تشونغتشينغ جيانغبى الدولي، مطار داليان الدولي، مطار قوييانغ لونغدونغابو الدولي، مطار شينزين باوان الدولي، مطار ووهان الدولي                 |
| Colorful Guizhou Airlines | مطار جينغديو الجديد، مطار قوييانغ لونغدونغابو الدولي                                                                                             |
| Kunming Airlines          | مطار تشونغتشينغ جيانغبى الدولي، مطار جينان الدولي، مطار كونمينغ جانغشوي الدولي، مطار تاييوان وسو الدولي، مطار تشنغتشو الدولي                     |
| خطوط شاندونغ الجوية       | مطار هايكو ميلان الدولي، مطار جينان الدولي |
| خطوط شينزين الجوية        | مطار قوانغتشو باييون الدولي، مطار شينزين باوان الدولي                                                                                            |